# Allophylus chartaceus
Allophylus chartaceus là một loài thực vật có hoa trong họ Bồ hòn. Loài này được (Kurz) Radlk. mô tả khoa học đầu tiên năm 1895.